# Trop c’est trop
Trop c’est trop (Zuviel ist zuviel) ist eine französische Filmkomödie (1975) von Didier Kaminka mit Kaminka, Georges Beller, Philippe Ogouz, Claude Jade, Chantal Goya und Nicole Jamet.

## Handlung
Kurz nach dem Krieg werden die Freunde Didier, Georges und Philippe am gleichen Tag und zur selben Stunde unter einem Gemälde des Marschall Pétain geboren. Die drei Jungs verlieben sich in das gleichaltrige Mädchen Edina. Doch all ihr Werben lässt das Mädchen gleichgültig. Als die Freunde erwachsen sind, werben sie noch immer um Edina, doch die ist mit einem eleganten Fotografen zusammen. Sie kommt bei einem Verkehrsunfall ums Leben. Die drei Freunde landen nun bei drei liebeshungrigen jungen Frauen: Patricia, Carole und Nicole wollen die drei partout nicht gehen lassen. Ihrer Gefangenschaft bei den drei jungen Frauen überdrüssig, begehen die Freunde gemeinsam Selbstmord. Während die drei Mädchen um das Trio trauern, finden die sich in der Hölle wieder, wo Luzifer auf sie gewartet hat. Sie begeben sich auf den Weg ins Paradies.

## Kritik
„Es waren drei wunderschöne, charmante, berühmte junge Frauen, dazu verdammt, im Kino wie im Fernsehen junge Modelle zu sein. Und sie hatten davon genug: Claude Jade, Chantal Goya und Nicole Jamet wollen nicht mehr die romantischen Frauen sein. Glücklicherweise hat der Ehemann von Nicole, Didier Kaminka, genügend Fantasie. Und er verzaubert mit seinem Konzept seine drei Schauspielerinnen zu den verrückten Heldinnen einer burlesken Komödie.“ (Irène Dervize, Tele 7 Jours, 1975)